# Fabuła (zespół muzyczny)
Fabuła – polska grupa muzyczna wykonująca hip-hop. Powstała w 1999 roku w Białymstoku. W ramach występów gościnnych grupa współpracowała z takimi wykonawcami jak: Buczer, Te-Tris, DJ Tort, PTP, Słoń, DJ Tomekk, Toony, Brothers Project, Młody M, Rudy MRW, Mikser, czy Vixen.

## Historia
Grupa powstała w 1999 roku w składzie Piotr "Krzywy" Krzywicki, Konrad "Konradziwo" Sokólski, Edward "Ede" Grygianiec, Łukasz "Poszwixxx" Poszwa i Basen. Pierwsze nagrania formacji ukazały się 24 listopada 2003 roku na nielegalu zatytułowanym Żywioł. Na zawierającej trzynaście kompozycji płycie wystąpili gościnnie m.in.: Koma, Pih, Iza oraz Mały. W 2005 roku ukazał się drugi nielegal grupy pt. C.D.N.. W nagraniach wzięli udział także: Mika, Hormon, Tozk, Cimur, Panorama Paru Faktów, Tymi, Dejw oraz Bezczel. 
Pierwszy oficjalny album Fabuły pt. Dzieło sztuki, na którym Konradziwo udzielił się tylko w jednym utworze, ukazał się 6 czerwca 2009 roku nakładem wytwórni muzycznej Step Records. Gościnnie w nagraniach wzięła udział grupa Skazani na Sukcezz, wokalista formacji Jamal - Tomasz "Miodu" Mioduszewski oraz szereg raperów w tym: Pih, Ero, Ten Typ Mes, Lukasyno oraz Te-Tris. W sondażu przeprowadzonym na łamach serwisu Hip-hop.pl wydawnictwo zostało uznane najbardziej oczekiwanym debiutem rapowym w Polsce. W 2010 roku skład formacji uzupełnił DJ Perc.
3 czerwca 2011 roku ukazał się drugi album formacji zatytułowany Made In 2. Gościnnie w nagraniach wzięli udział: Chantelle Jackson, Peja, PWRD, HiFi Banda i Ewa Prus. W ramach promocji do utworów "Pijany Bankrut", "Błękit i Beton", "Made In 2", "Znów", "Ziarna Czasu" oraz "Żyjesz szybko, umierasz młodo" zostały zrealizowane teledyski.

## Dyskografia
Albumy studyjne
| Tytuł         | Dane dot. albumu                                     |
| ------------- | ---------------------------------------------------- |
| Żywioł        | - Data: 24 listopada 2003 - Wydawca: brak (nielegal) |
| C.D.N.        | - Data: 2005 - Wydawca: brak (nielegal)              |
| Dzieło sztuki | - Data: 6 czerwca 2009 - Wydawca: Step Records       |
| Made In 2     | - Data: 3 czerwca 2011 - Wydawca: Step Records       |

Inne
| Album                                                 | Rok  | Utwór | Źródło |
| ----------------------------------------------------- | ---- | --- | ------ |
| PWRD - PozostaWić tRwały ślaD                         | 2003 | "Co mnie tu trzyma" (gościnnie: Fabuła) | [ 4 ]  |
| Przedstawienie (kompilacja)                           | 2003 | Fabuła - "Aluzje" Fabuła - "Non-stop Klubink" | [ 5 ]  |
| DJ K-Det - Instynkt                                   | 2004 | "Czemu nie" (gościnnie: Fabuła) | [ 6 ]  |
| PWRD - PraWda Leży Po śRoDku                          | 2006 | "Musisz mieć znajomości" (gościnnie: Fabuła) | [ 7 ]  |
| Hip-Hop.pl Składanka 2008 (kompilacja)                | 2008 | Fabuła - "Made in Tu" | [ 8 ]  |
| Młody M - Kronika Remix                               | 2009 | "Logika betonu" (gościnnie: Pih, Fabuła) | [ 9 ]  |
| Rudy MRW - Bezsenność                                 | 2009 | "Kto, jak nie my" (gościnnie: Fabuła) | [ 10 ] |
| Buczer - Podejrzany o rap: mixtape vol.2              | 2010 | "Chcesz wiedzieć kim jestem" (gościnnie: Fabuła) | [ 11 ] |
| DJ Tomekk & Toony - Ehrenkodex                        | 2010 | "Toony - Los" (gościnnie: Pih, Fabuła) | [ 12 ] |
| Te-Tris & DJ Tort - Shovany Mixtape Vol. 2            | 2010 | "Ktoś kiedyś gdzieś" (Encore) (gościnnie: Fabuła) | [ 13 ] |
| Słoń & Mikser - Demonologia                           | 2010 | "Piekło" (gościnnie: Trzeci Wymiar, Fabuła, DJ Simo) | [ 14 ] |
| Brothers Project - Mixtape Vol. 1                     | 2010 | "Logika betonu Remix" (gościnnie: Młody M, Fabuła) "Życzenia śmierci Remix" (gościnnie: Fabuła, Miodu, Pih, Ero, Ten Typ Mes)                                                                                          | [ 15 ] |
| PTP - Wybuchowa receptura                             | 2010 | "Polewamy czystą" (gościnnie: Fabuła) | [ 16 ] |
| Vixen - Rozpalić tłum                                 | 2011 | "Mayday Mayday" (gościnnie: Fabuła) | [ 17 ] |
| Grube Jointy 2: Karani Za Nic (kompilacja)            | 2011 | Fabuła - "HAU HAI" | [ 18 ] |
| DJ Soina - Kręci mnie vinyl                           | 2011 | "Pijany bankrut" (RMX) (gościnnie: Fabuła) | [ 19 ] |
| Bezczel - W krzywym zwierciadle: Rock'N'RoLLa Mixtape | 2013 | "Świeża krew" (gościnnie: RY23, Koni, Kubiszew, Fabuła, WSRH, Kobra/Oldas, Mrokas, Paluch, Gandzior) "Amelinium" (gościnnie: Fabuła)                                                                                   | [ 20 ] |
| Step Records - Rap Najlepszej Marki                   | 2014 | Fabuła - "Pieśni ludowe" | [ 21 ] |
| Bezczel - Gościnnie 2010-2013                         | 2014 | Słoń & Mikser - "Piekło" (gościnnie: Trzeci Wymiar, Fabuła, DJ Simo) PTP - "Polewamy czystą" (gościnnie: Fabuła) W Sercu Miasta - "24h" (gościnnie: Fabuła, Jopel & Komar) Vixen - "Mayday Mayday" (gościnnie: Fabuła) | [ 22 ] |
| Bezczel - Słowo honoru                                | 2014 | "Na przekór" (gościnnie: PTP, Fabuła) | [ 23 ] |

## Teledyski
| Tytuł                                              | Rok  | Reżyseria/Realizacja                                    | Album         | Źródło |
| -------------------------------------------------- | ---- | ------------------------------------------------------- | ------------- | ------ |
| "Made in Tu"                                       | 2008 | Edward "Ede" Grygianiec, DaruDar                        | Dzieło sztuki | [ 24 ] |
| "Proforma" gościnnie: Pih, Pyskaty                 | 2008 | Edward "Ede" Grygianiec                                 | Dzieło sztuki | [ 25 ] |
| "Kochają, nienawidzą" gościnnie: Lukasyno          | 2009 | Piotr Kubik                                             | Dzieło sztuki | [ 26 ] |
| "Wóda Tank Klan"                                   | 2009 | Edward "Ede" Grygianiec                                 | Dzieło sztuki | [ 27 ] |
| "Życzenie Śmierci" gościnnie: Pih, Ero, Mes, Miodu | 2009 | Piotr Ograbek                                           | Dzieło sztuki | [ 28 ] |
| "Pijany Bankrut"                                   | 2010 | Edward "Ede" Grygianiec                                 | Made In 2     | [ 29 ] |
| "Błękit i Beton"                                   | 2011 | Toczy Videos                                            | Made In 2     | [ 30 ] |
| "Hip-Hop For Life"                                 | 2011 | Edward "Ede" Grygianiec                                 | Made In 2     | [ 31 ] |
| "Made In 2"                                        | 2011 | Edward "Ede" Grygianiec                                 | Made In 2     | [ 32 ] |
| "Znów"                                             | 2011 | Wendland Films                                          | Made In 2     | [ 33 ] |
| "Ziarna Czasu" gościnnie: Chantelle Jackson        | 2011 | Fabuła Video, Jacek Wiśniewski (Jaco Prodakszyn Studio) | Made In 2     | [ 34 ] |
| "Żyjesz szybko, umierasz młodo"                    | 2011 | Smoke Story Group                                       | Made In 2     | [ 35 ] |